# Neokolonialismus
Neokolonialismus je vliv, kdy mocné, většinou vyspělé země, ovládají prostřednictvím své politické moci a ekonomické síly rozvojové země. Ty mohly, ale nemusely být v minulosti jejich koloniemi. Neokolonialismem se však může vyznačovat i vztah států, které nemají žádné koloniální vazby z minulosti. Tímto tématem se v obecnější rovině zabývá rovněž teorie závislosti.

## Vznik pojmu
Pojem neokolonialismus vznikl v období dekolonizace v polovině 20. století, kdy většina zejména afrických a asijských kolonií získala nezávislost. Dekolonizace se dotkla zejména největších koloniálních velmocí toho období Spojeného království a Francie, v menší míře Belgie, Portugalska a Nizozemska. Samostatnost získala v roce 1960 většina států Afriky, tento rok je nazýván Rokem Afriky. V Asii získaly nezávislost například Jižní a Severní Vietnam (Francie), Malajsie (Británie), Kuvajt (Británie), Katar (Británie) nebo Spojené arabské emiráty (Británie).
Poprvé se pojem neokolonialismus objevil v Oxfordském slovníku v roce 1961, kde byl definován jako nejnebezpečnější forma kolonialismu. Pojem neokolonialismus se ale stal frekventovaným, což vedlo k rozšíření jeho původního významu. Obecně se jedná o pokračování kolonialismu, ale už ne formou přímé nadvlády, ale především pomocí politické a ekonomické kontroly.
Je ale nutné odlišovat, zda jde o logickou ekonomickou provázanost zemí způsobenou globalizací, nebo se jedná o prosazování vlastních ekonomických zájmů mocností ve vztahu k ekonomicky slabším státům.
Kontrola může probíhat i prostřednictvím vládnoucí elity. Klíčoví představitelé státu se mohou podřizovat rozhodnutí své bývalé koloniální mocnosti, protože to považují za výhodné pro sebe a někdy i pro stát. Velmi často jsou ale osobní zájmy vládnoucích elit nadřazeny celospolečenskému zájmu a prosperitě státu.

## Formy
Formálně jsou bývalé kolonizované státy dnes nezávislé. Reálně ale může zůstávat jejich ekonomický a politický systém úzce kontrolován. Kontrola může mít podobu ekonomické, politické, kulturní nebo vojenské závislosti. Neokolonialismus se zpravidla orientuje spíše na politicko-ekonomický kontext, než na kontext politicko-kulturní.
Neokolonialismem může být i významná přítomnost zahraničního kapitálu nebo globálně významného investora, který využívá levnou pracovní sílu. Daná země je poté závislá na rozhodnutí investora v zemi setrvat či odejít, kdy odchod může znamenat nárůst nezaměstnanosti apod. Tomuto druhu ekonomického neokolonialismu může předcházet poskytování půjček Mezinárodním měnovým fondem. Ty mohou být různě podmiňované, včetně podmínky liberalizace trhu, která umožní vstup zahraničním investorům do země. Ti často smetou místní slabou konkurenci, a jejich prostřednictvím plyne většina zisků mimo danou (často) rozvojovou zemi.
Neokolonialismem byla i závislost plynoucí z Dohody z Lomé z roku 1975 mezi EU a státy Afriky, Karibiku a Pacifiku (AKT), převážně bývalými koloniemi. Dohoda byla v roce 2000 nahrazena Dohodou z Cotonou. V roce 2023 byla opět nahrazena novou, nyní (v roce 2025) platnou Samojskou dohodou mezi EU a OAKTS (Organizace afrických, karibských a tichomořských států - formalizace skupiny AKT). Dohody umožňovaly těmto státům bezcelní dovoz do EU pouze primárních komodit, tzn. produktů s žádnou nebo minimální přidanou hodnotou. Státy tak exportovaly primární komodity (ropu, uran, zlato apod.), přesto se ale ekonomicky nerozvíjely a nebohatly.

## Životní prostředí a neokolonialismus
Současná klimatická změna a opatření proti ní jsou některými považovány za klimatický kolonialismus, neokolonialismus nebo ekoimperialismus. Environmentalismus pak může také sloužit ke kontrole a řízení rozvojového světa. Rozvojové země se brání vysokým platbám na boj proti klimatické změně a požadují, aby platby poskytovaly bohatší vyspělé země. Případně se některé státy se obracejí na Čínu nebo státy Perského zálivu, aby se podílely na financování, což však naráží na odpor. Tyto země jsou ekonomicky vyspělé, jsou ale stále formálně řazeny mezi rozvojové země. Tento stav se ale snaží udržet, protože jim umožňuje vyhnout se povinnostem a platbám bohatších států.
Vyvážení odpadu do těchto zemí je také nazýváno toxickým kolonialismem („toxic waste colonialism“).

## Krize francouzského vlivu v Africe
Přestože země Sahelu a některé okolní státy jsou od Roku Afriky státy nezávislými, byly všechny koloniemi, převážně francouzskými. Ta v nich měla významný vliv ještě ve 20. letech 21. století a byly tam přítomny její vojenské jednotky.
V roce 2013 v rámci Operace Serval Francie intervenovala v Republice Mali, kdy v konfliktu s protivládními silami podpořila Francii loajální vládu. V sousedním Nigeru těžila francouzská společnost Areva uran, a francouzské jednotky tak byly preventivně rozmístěny i v této zemi. V roce 2014 následovala antidžihádistická Operace Barkhane s interferencí a rozmístěním jednotek v Čadu. V rámci ní bylo v regionu rozmístěno více než 5000 francouzských vojáků.
Zasahování do vnitřních záležitostí těchto států, způsobovalo vzestup společenského napětí v oblasti. V zemích Sahelu mají navíc bezpečnostní problémy tendenci se rychle přelévat mezi jednotlivými zeměmi. V bývalých francouzských koloniích se (zejména mezi mladou populací) rozrostla nenávist vůči Francii a její politice. Výhrady měly buď historický charakter (koloniální minulost) nebo se týkaly současnosti a uvedeného zasahování.
Od roku 2020 se udály v těchto zemích velmi podobné scénáře v zásadě dvojího charakteru. Buď v dané zemi proběhly volby, kdy prezident slíbil změny a stažení francouzských vojsk, nebo události proběhly formou vojenského převratu. Vojenské převraty odstranily hlavu státu loajální Francii a donutily francouzské, ale i jiné (zejména americké) jednotky ze země odejít. Souhrnně se ale jednalo se o dominový efekt, kdy v průběhu několika let proběhly změny ve vedení některých zemí zemích. Jeden z posledních vojenských převratů byl v Gabonu, kdy v červenci 2023 velitelé bezpečnostních složek oznámili svržení prezidenta Ali Bonga, rozpuštění státních institucí a uzavření hranic. Gabon se tak stal po Guineji, Mali, Súdánu, Středoafrické republice, Burkině Faso a Nigeru dalším státem, kde od roku 2020 převzala moc armáda.
Další zemí byl Čad, z nějž se koncem roku 2024 začaly francouzské jednotky stahovat. Opustily základny Faya-Largeau a Abéche a 30. ledna 2025 předáním své poslední základny Kossei definitivně zemi opustily. Stažení vojsk bylo iniciováno prezidentem, kterým je od roku 2021 Mahamat Idriss Déby Itno. Ten prohlásil, že dohody o spolupráci s Francií se staly „zcela zastaralými“ vzhledem k „politické a geostrategické realitě naší doby“. Stažením z Čadu opustila francouzská armáda svou poslední základnu v zemích Sahelu. 
V únoru 2025 se francouzské jednotky stáhly z Pobřeží slonoviny. Prezident země Alassane Ouattara stažení odůvodnil tím, že je to jedna z částí modernizace armády Pobřeží slonoviny. 17. července 2025 dokončila Francie (po 65 letech vojenské přítomnosti) staženi posledních 350 vojáků ze Senegalu, kde opustila svou největší základnu v zemi Camp Geille a část tamního letiště. V roce 2024 vyhrál v Senegalu prezidentské volby Bassirou Diomaye Faye, který slíbil v zemi radikální změny a také to, že Senegal bude s Francií jednat jako s jakýmkoliv jiným státem.

##### Mali, Niger, Burkina Faso
Ne vždy byl odchod francouzských jednotek dopředu plánovaný a poklidný jako v Čadu, Pobřeží slonoviny nebo Senegalu. Nejnapjatější situace byla v Mali (2020), Burkině Faso (2022) a Nigeru (2023). V těchto zemích jednak Francie od roku 2013 vojensky intervenovala a jednak pro ni byly strategicky důležité. I z těchto důvodů v zemích proběhl vojenský převrat. Tyto tři země nato vystoupily i z afrického hospodářského sdružení Ecowas, které na ně následně uvalilo sankce.
Pro Francii byla zejména významná ztráta kontroly nad obchodem Nigeru po převratu v červenci 2023, kdy byl sesazen Francii loajální prezident Mohamed Bazoum. Niger byl jedním z největších exportérů uranu na světě a čtvrtina uranu dováženého do EU pocházela právě z Nigeru. Samotný Niger měl ale v těžařské společnosti jen malý podíl a v zemi zůstávalo z exportu uranu jen 5,5% jeho tržní ceny. Francie si tak dlouhodobě zajišťovala levné palivo pro své jaderné elektrárny. Po převratu zastavil Niger vývoz uranu i zlata. Zemi byly následně donuceny opustit všechny jednotky francouzské a americké armády. Jelikož nebyla vyloučena možnost, že Francie v Nigeru vojenský opět zasáhne, uzavřely Niger, Burkina Faso a Mali obrannou smlouvu. Invaze jakékoliv cizí armády do některého z těchto států by znamenala mobilizaci a vstup do války všech třech zemí. Tyto země přerušily vazby s Francií a s žádostí o pomoc v boji proti džihádistům se obrátily na Ruskou federaci.

## Vliv Ruska a Číny
Bývalé kolonie patří k nejchudším státům světa s nízkým indexem lidského rozvoje. Jsou si ale vědomy, že pro prosperitu a sociální smír v zemi, potřebují rozvíjet zahraniční obchod. Paradoxně se tak přiklánějí k jiným velmocem. Motivem je i hledání vojenské ochrany před svou bývalou koloniální mocností. Významný vliv v těchto státech tak získávají jiné mocnosti a to zejména Ruská federace a Čína.